# Albert Alberts
Albert Alberts, abreujat A. Alberts (Haarlem, 23 d'agost de 1911 – Amsterdam, 16 de desembre de 1995) va ser un escriptor, traductor i periodista neerlandès. Va guanyar nombrosos premis al llarg de la seva carrera, inclòs el premi Constantijn Huygens 1975.

## Biografia
A. Alberts va néixer el 23 d'agost de 1911 a Haarlem. Va estudiar indologia a la Universitat d'Utrecht i va treballar després de graduar-se el 1936 i durant diversos anys com a funcionari del Ministeri Colonial a París.
El 1939 es va doctorar en la literatura i filosofia amb una tesi sobre el conflicte de 1847 a 1851 entre els polítics neerlandesos Jean Chrétien Baud i Johan Thorbecke. En el mateix any es va embarcar en l'MS Johan van Oldenbarnevelt i se'n va anar a la Companyia Neerlandesa de les Índies Orientals per quedar-s'hi com a funcionari.
Després de la batalla de Java (1942), va tornar als Països Baixos el 1946. Allí va treballar primer de funcionari i després de 1953 de conseller de redacció. El 1953 es va publicar el seu primer llibre, De eilanden, un recull de contes sobre la seva vida diària a les colònies. Albert Alberts va morir a Amsterdam el 16 de desembre de 1996.

## Obra publicada

### Llibres
- 1938 Baud und Thorbecke 1847-1851
- 1953 De eilanden
- 1954 De bomen
- 1962 Namen noemen
- 1963 De Franse slag o Aan Frankrijk uitgeleverd
- 1963 Wilhelmina, Koningin der Nederlanden
- 1964 Koning Willem II
- 1964 Koning Willem III
- 1965 Johan Rudolf Thorbecke
- 1967 Laten we vrede sluiten
- 1968 Het einde van een verhouding
- 1973 De huzaren van Castricum
- 1973 Leven op de rand
- 1974 De vergaderzaal
- 1975 De Hollanders komen ons vermoorden
- 1976 Een koning die van geen née wil horen
- 1976 Haast hebben in September
- 1978 De vergaderzaal (vierde druk)
- 1979 De honden jagen niet meer
- 1979 Per mailboot naar de Oost
- 1981 Maar geel en glanzend blijft het goud
- 1982 Het zand voor de kust van Aveiro
- 1983 De Utrechtse herinneringen van A. Alberts
- 1984 De zilveren kogel
- 1986 Inleiding tot de kennis van de ambtenaar
- 1987 Een venster op het Buitenhof
- 1989 Een kolonie is ook maar een mens
- 1990 Op weg naar het zoveelste Reich
- 1991 De vrouw met de parasol
- 1992 Libretto voor een gewezen koningin
- 1992 Twee jaargetijden minder

### Pel·lícules
- 1977 De vergaderzaal, dirigida per Kees van Iersel
- 2008 The Swamp (adaptada de l'obra d'Alberts Het moeras).[3] Director: BarBara Hanlo

## Premis i reconeixements
- 1953 Premi Prosa d'Amsterdam
- 1973 Premi Marianne Philip
- 1975 Premi Constantijn Huygens
- 1994 Medalla de Plata de la Universitat d'Utrecht
- 1995 Premi P. C. Hooft